# Salvada e Quintos
Salvada e Quintos (oficialmente: União das Freguesias de Salvada e Quintos) é uma freguesia portuguesa do município de Beja, com 199,72 km² de área e 1181 habitantes (censo de 2021). A sua densidade populacional é 5,9 hab./km².

## História
Foi constituída em 2013, no âmbito de uma reforma administrativa nacional, pela agregação das antigas freguesias de Salvada e Quintos e tem a sede em Salvada.

## Demografia
A população registada nos censos foi:
| Distribuição da População por Grupos Etários | Distribuição da População por Grupos Etários | Distribuição da População por Grupos Etários | Distribuição da População por Grupos Etários | Distribuição da População por Grupos Etários | Distribuição da População por Grupos Etários |
| -------------------------------------------- | -------------------------------------------- | -------------------------------------------- | -------------------------------------------- | -------------------------------------------- | -------------------------------------------- |
| Antes da agregação                           |                                              |                                              |                                              |                                              |                                              |
| Ano                                          | 0-14 anos                                    | 15-24 anos                                   | 25-64 anos                                   | >= 65 anos                                   | Total                                        |
| 2001                                         | 206                                          | 188                                          | 737                                          | 424                                          | 1555                                         |
| 2011                                         | 179                                          | 132                                          | 657                                          | 384                                          | 1352                                         |
| Após a agregação                             |                                              |                                              |                                              |                                              |                                              |
| Ano                                          | 0-14 anos                                    | 15-24 anos                                   | 25-64 anos                                   | >= 65 anos                                   | Total                                        |
| 2021                                         | 167                                          | 114                                          | 595                                          | 305                                          | 1181                                         |